# Rodolfo Cristiano della Frisia orientale
Rodolfo Cristiano della Frisia orientale (Hage, 2 giugno 1602 – Berum, 17 aprile 1628) fu conte della Frisia orientale dal 1625 alla propria morte.

## Biografia
Rodolfo Cristiano era il figlio secondogenito del conte Enno III della Frisia orientale e della sua seconda moglie, la principessa Anna di Holstein-Gottorp. 
Durante il suo regno, come del resto durante quello di molti dei suoi successori, continuerà il contrasto tra il suo governo ed i proprietari terrieri locali che, forti di una notevole potenza economica, assieme ad alcune città che erano il fulcro commerciale della regione, tentarono di ribellarsi alla sua signoria. Tra questa vi era indubbiamente la città di Emden che più volte si rifiutò di rendergli omaggio, ma sotto la sua guida, la regione dell'Harlingerland venne infine incorporata alla contea della Frisia orientale.
Rodolfo Cristiano morì all'età di 26 anni per delle ferite all'occhio sinistro, riportate durante un diverbio con il generale Gallas nel castello di Berum. Egli era in questo periodo fidanzato con la principessa di Brunswick.
Poiché Rodolfo era deceduto senza figli, gli succedette il fratello Ulrico II sul trono paterno.

## Ascendenza
|                                                |                             |                                     | Genitori                      |  |  | Nonni |  |  | Bisnonni                              |  |  | Trisnonni                              |  |
|                                                |                             |                                     |                               |  |  |       |  |  | Enno II, conte della Frisia orientale |  |  | Edzard I, conte della Frisia orientale |  |
|                                                |                             |                                     |                               |  |  |       |  |  | Enno II, conte della Frisia orientale |  |  | Edzard I, conte della Frisia orientale |  |
|                                                |                             | Elisabeth von Rietberg              |                               |  |  |       |  |  | Enno II, conte della Frisia orientale |  |  |                                        |  |
| Edzard II, conte della Frisia orientale        |                             |                                     |                               |  |  |       |  |  | Enno II, conte della Frisia orientale |  |  |                                        |  |
|                                                |                             | Anna von Oldenburg                  | Johann V, conte di Oldenburg  |  |  |       |  |  |                                       |  |  |                                        |  |
|                                                |                             | Anna von Oldenburg                  | Johann V, conte di Oldenburg  |  |  |       |  |  |                                       |  |  |                                        |  |
|                                                |                             | Anna von Oldenburg                  | Anne von Anhalt-Zerbst        |  |  |       |  |  |                                       |  |  |                                        |  |
| Enno III, conte della Frisia orientale         |                             | Anna von Oldenburg                  |                               |  |  |       |  |  |                                       |  |  |                                        |  |
|                                                |                             | Gustav I, re di Svezia              | Erik Johansson Vasa           |  |  |       |  |  |                                       |  |  |                                        |  |
|                                                |                             | Gustav I, re di Svezia              | Erik Johansson Vasa           |  |  |       |  |  |                                       |  |  |                                        |  |
|                                                |                             | Gustav I, re di Svezia              | Cecilia Månsdotter Eka        |  |  |       |  |  |                                       |  |  |                                        |  |
| Katarina Gustavsdotter Vasa                    |                             | Gustav I, re di Svezia              |                               |  |  |       |  |  |                                       |  |  |                                        |  |
|                                                |                             | Margherita Eriksdotter Leijonhufvud | Erik Abrahamsson Leijonhufvud |  |  |       |  |  |                                       |  |  |                                        |  |
|                                                |                             | Margherita Eriksdotter Leijonhufvud | Erik Abrahamsson Leijonhufvud |  |  |       |  |  |                                       |  |  |                                        |  |
|                                                |                             | Margherita Eriksdotter Leijonhufvud | Ebba Eriksdotter Vasa         |  |  |       |  |  |                                       |  |  |                                        |  |
| Rudolf Christian, conte della Frisia orientale |                             | Margherita Eriksdotter Leijonhufvud |                               |  |  |       |  |  |                                       |  |  |                                        |  |
|                                                | Frederik I, re di Danimarca | Christian I, re di Danimarca        |                               |  |  |       |  |  |                                       |  |  |                                        |  |
|                                                | Frederik I, re di Danimarca | Christian I, re di Danimarca        |                               |  |  |       |  |  |                                       |  |  |                                        |  |
|                                                | Frederik I, re di Danimarca | Dorothea von Brandenburg-Kulmbach   |                               |  |  |       |  |  |                                       |  |  |                                        |  |
| Adolf, Duca di Schleswig-Holstein-Gottorp      | Frederik I, re di Danimarca |                                     |                               |  |  |       |  |  |                                       |  |  |                                        |  |
|                                                |                             | Zofia Pomorska                      | Bogusław X, duca di Pomerania |  |  |       |  |  |                                       |  |  |                                        |  |
|                                                |                             | Zofia Pomorska                      | Bogusław X, duca di Pomerania |  |  |       |  |  |                                       |  |  |                                        |  |
|                                                |                             | Zofia Pomorska                      | Anna Jagiellonka              |  |  |       |  |  |                                       |  |  |                                        |  |
| Anna von Schleswig-Holstein-Gottorf            |                             | Zofia Pomorska                      |                               |  |  |       |  |  |                                       |  |  |                                        |  |
|                                                |                             | Philipp I, langravio d'Assia        | Wilhelm II, langravio d'Assia |  |  |       |  |  |                                       |  |  |                                        |  |
|                                                |                             | Philipp I, langravio d'Assia        | Wilhelm II, langravio d'Assia |  |  |       |  |  |                                       |  |  |                                        |  |
|                                                |                             | Philipp I, langravio d'Assia        | Anna von Mecklenburg-Schwerin |  |  |       |  |  |                                       |  |  |                                        |  |
| Christine von Hessen                           |                             | Philipp I, langravio d'Assia        |                               |  |  |       |  |  |                                       |  |  |                                        |  |
|                                                |                             | Christina von Sachsen               | Georg, duca di Sassonia       |  |  |       |  |  |                                       |  |  |                                        |  |
|                                                |                             | Christina von Sachsen               | Georg, duca di Sassonia       |  |  |       |  |  |                                       |  |  |                                        |  |
|                                                |                             | Christina von Sachsen               | Barbara Jagiellonka           |  |  |       |  |  |                                       |  |  |                                        |  |
|                                                |                             | Christina von Sachsen               |                               |  |  |       |  |  |                                       |  |  |                                        |  |